# Červený Kláštor
Červený Kláštor este o comună slovacă, aflată în districtul Kežmarok din regiunea Prešov. Localitatea se află la altitudinea de 462 m deasupra n.m., se întinde pe o suprafață de 3,04 km2 și în 2017 număra 230 de locuitori.

## Demografie
| An:                | 1994 | 2004  | 2014   | 2024   |
| ------------------ | ---- | ----- | ------ | ------ |
| Număr de persoane: | 240  | 222   | 234    | 220    |
| Diferență:         |      | −7,5% | +5,40% | −5,98% |

| An:                | 2023 | 2024   |
| ------------------ | ---- | ------ |
| Număr de persoane: | 218  | 220    |
| Diferență:         |      | +0,91% |